# Цілинна ділянка
Ентомологічний заказник місцевого значення «Цілинна ділянка» (втрачений) був оголошений  рішенням Запорізького облвиконкому № 431 від 22.09.1982 року біля с. Новофедорівка (Пологівський район, Запорізька область). Площа — 19 га.
24 грудня 2002 року Запорізька обласна рада ухвалила рішення № 12 «Про внесення змін  і доповнень до  природно-заповідного фонду області», яким було ліквідовано 41 об'єкт ПЗФ. 
Скасування статусу відбулося у зв'язку із входженням території заказника до новоствореного заказника «Цілинна балка», згідно з рішенням Запорізької обласної ради № 7 від 17.08.1999 року.